# Roberto Wachholtz
Francisco Alejandro Roberto  Wachholtz Araya (Tacna, 19 de julio de 1899-Rengo, 21 de mayo de 1980) fue un ingeniero civil y político chileno de ascendencia alemana, miembro del Partido Radical (PR). Se desempeñó como ministro de Hacienda de su país, durante los gobiernos de los presidentes radicales Pedro Aguirre Cerda y Gabriel González Videla. Luego, ejerció como senador de la República en representación de la 4.ª Agrupación Provincial, Santiago, completando el período legislativo 1957-1965, que había dejado vacante Jorge Alessandri luego de asumir como presidente de la República.

## Familia y estudios
Nació en Tacna, Chile, el 19 de julio de 1899; hijo de Máximo Wachholtz y Elvira Araya. Su hermano Jorge Wachholtz, fue senador e intendente de Tarapacá durante el primer gobierno del presidente Carlos Ibáñez del Campo. Realizó sus estudios primarios en el Liceo de Tacna y los superiores el Liceo de Iquique, continuando los superiores en la Universidad de Chile, donde se graduó de ingeniero en 1925, con la tesis titulada: Electrificación de Ferrocarriles.
Se casó con Senta Buchholtz Kern, con quien tuvo siete hijos.

## Carrera profesional
Ejerció su profesión en Santiago, como ingeniero constructor asociado a la firma Barriga, Wachholtz y Alessandri, desde 1925 hasta 1932.
Fue uno de los organizadores de la Compañía de Petróleos de Chile (Copec), y actuó en ella hasta 1935. En ese mismo año, además, trabajó en cooperación con Carlos Alessandri Altamirano bajo la razón social Wachholtz y Alessandri, siendo las obras más importantes construidas por esta firma, el agua potable de Tocopilla; el ramal Cocule-Lago Ranco, el ramal Corte Alto-Maullín; Maestranza del Ferrocarril de Iquique a Pintados y posteriormente se construyó la variante Matucana, para unir las estaciones de Alameda y Yungay en Santiago.
Más adelante, en 1946, fue nombrado presidente de la Corporación de Reconstrucción y Auxilio; presidente de la Corporación de Ventas, Salitre y Yodo; y presidente del Consejo de la Caja de Empleados Particulares. Por otra parte, en el sector privado ocupó el puesto de director de Viñas Unidas S.A; Tejidos y Vestuarios S.A y Yarur S.A.
También, se dedicó a la agricultura, siendo propietario del fundo "Tipaume", ubicado en las cercanías de la estación de Rosario, destinado a plantaciones frutales y siembras. Fue miembro del Instituto de Ingenieros de Chile, socio del Club de La Unión y de la Sociedad Nacional de Agricultura (SNA).

## Carrera política
En el ámbito político, se incorporó a las filas del Partido Radical (PR). El 24 de diciembre de 1938, fue nombrado por el presidente Pedro Aguirre Cerda, también radical, como ministro de Hacienda, cargo que ocupó hasta el 26 de diciembre de 1939. Durante el ejercicio del puesto gubernamental, fue creada la emblemática Corporación de Fomento de la Producción (Corfo), naciendo en Chile el modelo económico desarrollista. Además, le correspondió enfrentar las consecuencias del terremoto de Chillán ocurrido en enero de ese último año.
Más adelante, en el marco del gobierno del presidente Gabriel González Videla, volvió a ocupar tal cargo, en simultáneo con el Ministerio de Economía y Comercio, desde el 3 de noviembre de 1946 hasta el 10 de enero de 1947.
A continuación, el 11 de enero de 1959 se realizó una elección complementaria, resultado electo como senador por la 4.ª Agrupación Provincial de Santiago (para completar el período 1957-1965), en reemplazo de Jorge Alessandri quien fue electo presidente de la República; asumió el cargo el 11 de marzo de 1959.
Falleció en Rengo el 21 de mayo de 1980, ejerciendo sus actividades agrícolas, a los 80 años.